# Sphenomorphus praesignis
Sphenomorphus praesignis är en ödleart som beskrevs av  George Albert Boulenger 1900. Sphenomorphus praesignis ingår i släktet Sphenomorphus och familjen skinkar. Inga underarter finns listade i Catalogue of Life.